# Gold Mine on Airline
La Gold Mine on Airline  (nommé Zephyr Field de 1997 à 2016 puis Shrine on Airline jusqu'en 2020) est un stade de baseball situé à Metairie dans la banlieue de La Nouvelle-Orléans en Louisiane.
Depuis 1997, c'est le domicile des Baby Cakes de La Nouvelle-Orléans (appelés Zephyrs de La Nouvelle-Orléans jusqu'en 2016), qui sont une équipe de baseball mineur de niveau Triple-A en Ligue de la côte du Pacifique et affiliés avec les Mets de New York de la Ligue majeure de baseball. 
Depuis 2020, l'enceinte accueille l'équipe de rugby à XV des Gold de la Nouvelle-Orléans qui évolue en Major League Rugby.
Le Shrine on Airline a une capacité de 11 000 places.

## Événements
- Triple-A All-Star Game, 14 juillet 1999
- Conference USA Tournament, 1998 et 2001
- Sun Belt Conference Tournament, 1999
- Super Regional (LSU/Tulane), 2001
- Class 5A Louisiana High School Athletic Association Baseball Tournament, 2004 et 2005

## Dimensions
- Champ gauche : 333 pieds (101,5 mètres)
- Champ centre : 407 pieds (124,1 mètres)
- Champ droit : 332 pieds (101,2 mètres)